# Dondi Lohara
Dondi Lohara fou un estat tributari protegit del tipus zamindari, agregat al districte de Raipur a les Províncies Centrals de l'Índia Britànica. La superfície era de 943 km² i la població (1881) de 30.134 habitants repartits en 120 pobles.